# Sarah Corbridge
Sarah Corbridge (alias: Sarah Jane) (* 9. Dezember 1967 in Cornwall, England) ist eine britische Schauspielerin in Film und Fernsehen.

## Leben
Sarah Corbridge tritt seit 2019 als Schauspielerin in Erscheinung und ist bekannt für Pieces of Us, Rosamunde Pilcher, The Presence of Love (2022) und aus der Serie Beyond Paradise.
Sie ist seit 1995 mit Adam Corbridge verheiratet. Sie haben zwei Kinder.
Corbridge arbeitet in vierter Generation als Schmuckdesignerin für das Familienunternehmen, das 1890 gegründet wurde und Geschäfte in Helston und Falmouth hat.
Corbridge und ihr Mann sind Eigentümer von Lismore House. Das im Herzen von Helston gelegene, unter Denkmalschutz stehende Haus öffnet seine Gärten an jedem Flora Day für die Öffentlichkeit und ist zum Schauplatz der Feierlichkeiten des Festivals geworden.
Für ihre Verdienste um ihre Gemeinde in Helston, Cornwall, England, wurde sie mit dem BEM (Order of the British Empire Medal) in der King’s Birthday Honours List 2024 ausgezeichnet.

## Filmografie (Auswahl)
- 2019–2022: Doc Martin (Fernsehserie, 2 Folgen)
- 2020–2024: Rosamunde Pilcher (Fernsehfilmreihe, 6 Folgen)
- 2021: Trying (Fernsehserie, 1 Folge)
- 2022: The Pesence of Love (Fernsehfilm)
- 2022: Fisherman’s Friends – Vom Kutter in die Charts (Fernsehfilm)
- 2023: Nowhere (Fernsehfilm)
- 2023–2025: Beyond Paradise (Fernsehserie, 3 Folgen)
- 2025: Playing Nice (Miniserie, 1 Folge)